# 20873 Evanfrank
20873 Evanfrank (2000 VH49) là một tiểu hành tinh vành đai chính được phát hiện ngày 2 tháng 11 năm 2000 bởi nhóm nghiên cứu tiểu hành tinh gần Trái Đất phòng thí nghiệm Lincoln ở Socorro.